# Ilinniusiorfik
Ilinniusiorfik er navnet på Grønlands Selvstyres skolebogsforlag, hvis formål er at udgive undervisningsmidler til folkeskolen i Grønland.
Før Hjemmestyrets indførelse i 1979 blev produktion af undervisningsmaterialer til det grønlandske skolevæsen varetaget af det danske Ministeriet for Grønland. Indtil 1990 var UVM-produktionen en funktion i Landscentralen for Undervisningsmidler med det grønlandske navn Pilersuiffik.
Fra 1990 til 2002 har Ilinniusiorfik været udlånt til forlaget Atuakkiorfik A/S under navnet Atuakkiorfik Ilinniusiorfik. I den periode har Atuakkiorfik A/S formelt stået som udgiver af grønlandske skolebøger efter en overenskomst med Inerisaavik/Pilersuiffik. Alle produktionsomkostninger afholdes over en finanslovsbevilling, så forlaget er et ikke-kommercielt foretagende.